# Corso d'acqua rettilineo
Un corso d'acqua rettilineo possiede un particolare tipo di morfologia fluviale, consistente in tratti rettilinei dell'alveo. Sono piuttosto rari in quanto anche se le sponde sono rettilinee, l'alveo principale segue un percorso leggermente sinuoso. 
In questi fiumi sono comuni gli affioramenti rocciosi e, se è presente sedimento, esso va a formare modeste barre laterali. Queste ultime sono piuttosto mobili e durante gli eventi di piena tendono a spostarsi e a riformarsi più a valle. 
La loro dinamica è piuttosto limitata data la ristrettezza della piana alluvionale. Fenomeni di evulsione sono possibili e spesso disastrosi all'uscita delle vallate, sui conoidi alluvionali. 
Sono invece processi comuni quelli dell'erosione del fondo e di sponda (creando quindi problematiche di sicurezza idraulica). 

## Localizzazione
Si formano soprattutto in zone montane dove le pendenze sono molto elevate (anche fino al 5%) e presentano forte alimentazione di sedimenti grossolani. Occupano il fondo delle valli a V e possiedono quindi una piana alluvionale limitata. Si riscontrano anche rari casi su pendenze bassissime in prossimità delle zone costiere.